# David Ragsdale
David Ragsdale (* 3. dubna 1958) je americký houslista a kytarista, člen rockové skupiny Kansas od roku 1991. Mimo ně spolupracoval také s The Smashing Pumpkins, Jasonem Bonhamem, Queensrÿche a mnoha dalšími.